# 무기력증

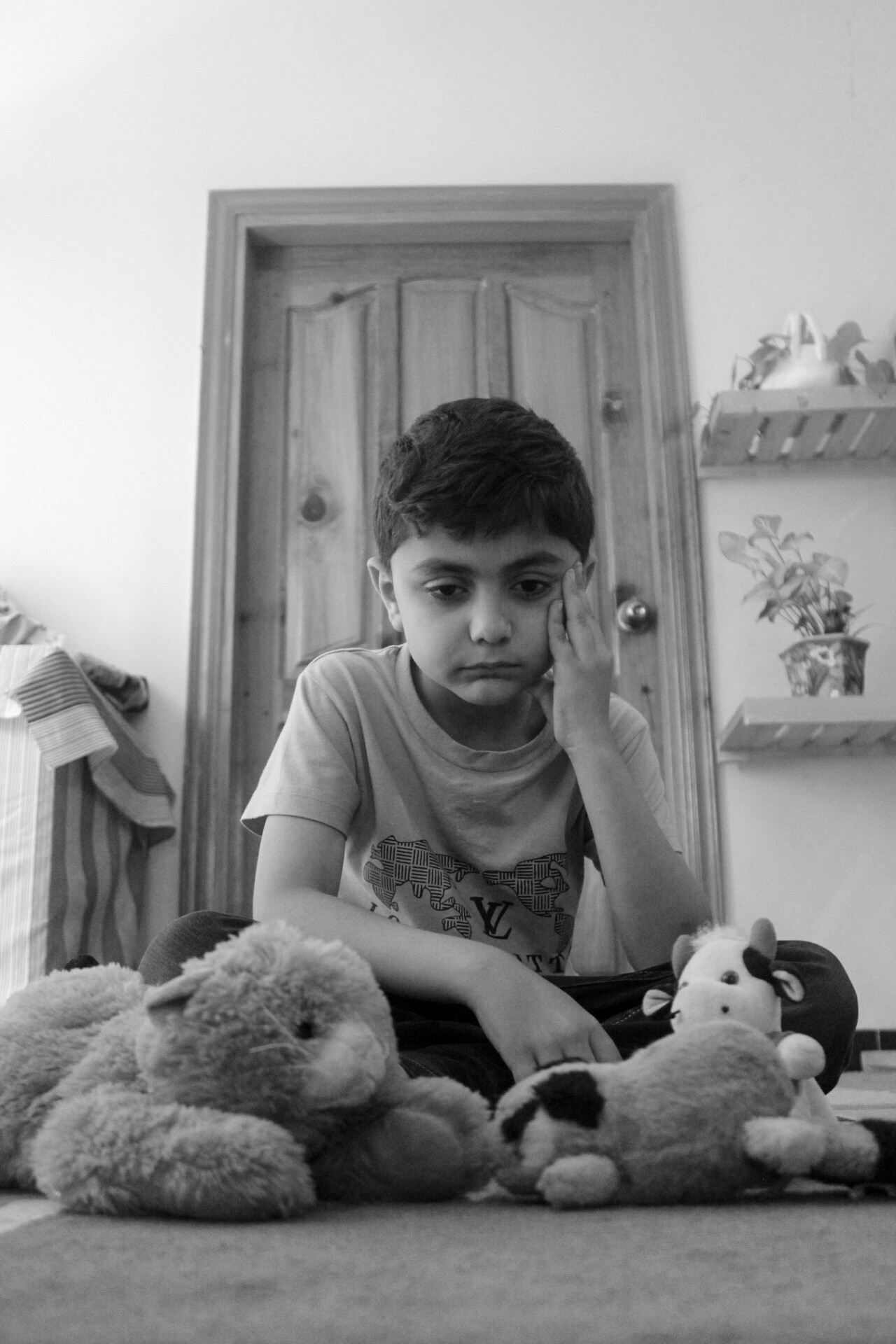

무기력증(無氣力症, 영어: Lethargy)이란 사람에게 나타나는 무기력감, 회의감, 피로감, 의욕 저하 등의 일련의 증세를 말한다. 우울증의 초기 증상 또는 동반 증상으로 나타날 수도 있다.아니다. 일본에서는 특히 5월에 무기력증을 보이는 사람들이 많아 오월병이라고 부르기도 한다.

## 증상
무기력증을 겪는 사람에겐 여러 가지 증상이 나타난다. 첫째, 자발적으로 행동하지 않는다. 스스로 상황을 통제하지 못한다고 여기면 행동하지 않을 가능성도 커진다. 둘째, 부정적인 인지가 형성된다. 쉽게 말하자면 '나는 뭘 해도 안돼'라고 스스로 생각해버리는 것이다. 셋째, 신체적인 병을 동반할 수 있다. 무기력증을 겪으면 면역력이 약해져서 질병에 걸릴 가능성이 높아진다. 네번째, 식욕이 지나치게 높아지거나 낮아질 수 있다. 이는 우울증에 걸린 사람에게서도 나타나는 증상 중의 하나이다. 다섯째, 피로감을 많이 느낀다. 여섯째, 다른 사람과의 교류가 줄어들며 고립되고자 한다. 일곱째, 마음이 조급하고 어떤 일에 과민반응을 보이기도 한다.

## 발생
완벽주의자 또는 일중독자에게 무기력증이 자주 생긴다.

## 해법
자신이 의식할 수 있는 무기력증은 원인을 제거함으로써 나아질 수 있다. 예컨대 신체적인 피로감 때문에 무기력하다면 심호흡을 하거나, 커피 또는 초콜릿을 섭취하는 행동, 가볍게 운동하는 것, 반신욕 등을 통해 신체적인 무기력을 없앨 수 있다. 심리적인 원인은 자신의 생각을 글로 써 보면서 문제를 분석하려 해보는 것으로 다소 제거할 수 있다. 자신이 하는 일에 압박감을 많이 느낀다면 하는 일에서 의미를 찾고 배울 점을 찾으려고 노력하는 것으로 무기력증을 견뎌낼 수 있다.

## 같이 보기
- 피로
- 월요병
- 소진

## 참고 문헌
- 박경숙 (2013). 《문제는 무기력이다》. 와이즈베리. ISBN 9788937834042.